# José Diogo de Mascarenhas Neto
José Diogo de Mascarenhas Neto (Silves, Alcantarilha, 18 de Fevereiro de 1752 – Lisboa, 18 de Março de 1826), foi um magistrado, Superintendente-Geral das Calçadas e Estradas, Superintendente-Geral dos Correios e Postas do Reino, político tendo pertencido à maçonaria.

## Biografia

### Percurso Académico
É um dos poucos fidalgos provincianos que tem a honra de inaugurar, a 19 de Março de 1776, com 13 anos, o Real Colégio dos Nobres, em Lisboa, onde conhecerá e se tornará amigo de futuras altas figuras da história política. Esta é a primeira instituição de ensino não gerida pela Igreja, dotada de um orçamento elevado à custa dos bens confiscados aos Jesuítas e à Casa de Aveiro dos Marqueses de Távora. Aos 19 anos entra na Universidade de Coimbra de onde sai Bacharel em Leis (e matemática) pela Faculdade de Leis dando início a uma carreira da Magistratura em Leiria.

### Percurso Profissional
Magistrado e Funcionário Público, desempenhou as funções de Juiz de Fora em Leiria, a partir de 1786 foi nomeado Corregedor em Amarante e mais tarde emGuimarães, de Juiz Desembargador da Casa da Suplicação, tendo ali escrito uma memória sobre as Caldas de Vizela, publicada pela Real Academia de Ciências. Em 1790 publicou um manual sobre a construção e conservação e administração das estradas em Portugal, em muitos aspectos inovador para o seu tempo. No referido tratado, são descritos os princípios e técnicas relativamente classificação, demarcação, sinalização das estradas e arborização das respectivas bermas, bem como as regras para a manutenção e conservação dos pisos. Mais tarde, exerceu as funções de Superintendente-Geral das Calçadas e Estradas (1791-1805), em cujas funções dirigiu a construção da primeira estrada entre Lisboa e o Porto. Em 1794 regressa à magistratura sendo nomeado Juiz Desembargador do Tribunal da Relação do Porto.
Foi o primeiro administrador do serviço universal de correios português, cargo que exerceu com o título de Superintendente Geral dos Correios e Postas do Reino (1799-1805), e de Intendente do Papel-Selado. Devem-se-lhe reformas importantes nos serviços postais e na identificação das ruas e casas da capital: formou os serviços postais portugueses, sendo de sua iniciativa a colocação em Lisboa e outras localidades de tabuletas com os nomes de ruas e os números de polícia.
Para além dos artigos que publicou nos Annaes, publicou também, como se disse, em 1790 a monografia "Methodo para construir as estradas em Portugal" e deixou publicados vários trabalhos sobre estradas, história e agricultura.

### Actividade Politica e Cívica
Foi iniciado na Maçonaria em data e em Loja, mais tarde afecta ao Grande Oriente Lusitano, que se ignoram, bem como o seu nome simbólico. Foi Conselheiro-Vereador do Senado da Câmara de Lisboa e sócio da Academia Real das Ciências de Lisboa, correspondente da Sociedade do Museu de Paris.
Aderiu ao campo do liberalismo. Foi incluído em 1810 e perseguido na chamada Setembrizada de 10 e 11 de Setembro e preso. Foi preso e exilado pelas suas ideias liberais, mas foi amnistiado e autorizado a regressar a Portugal. Obteve permissão de ir para a Grã-Bretanha e Irlanda, onde conseguiu exilar-se em Londres, e de lá passou a França, onde conseguiu exilar-se em Paris. Aí se demorou até ao ano de 1821, em que foi amnistiado e foi autorizado a regressar a Portugal, pouco antes de o elegerem deputado Substituto pelo Algarve às Cortes de 1822-1823. No período de exílio em que permaneceu em Paris associou-se ao Dr. Francisco Solano Constâncio e a Cândido José Xavier, empreendendo conjuntamente como seus Fundadores a publicação dos Annaes das Sciencias, das Artes e das Letras.

## Dados Genealógicos
Nascido no seio de uma família aristocrática e grande proprietária rural, nos arredores de Silves, filho de José Jacinto Neto e de sua mulher Ana Paula Mendonça Mascarenhas, casou em no oratório da Quinta de Cabanas, Romeira, em Santarém com Maria Luisa da Silva Gutierrez de Ataíde,(n. a 22 de Setembro de 1763), tendo vivido até à idade adulta na Quinta da Cruz (hoje Hotel Capela das Artes), em Alcantarilha, no Algarve.
Teve 5 filhos: 
- Henriqueta Julia Mascarenhas Gutierrez de Silva Ataíde, que casa em 1800 com o seu primo Pedro Mouzinho de Albuquerque e após enviuvar casará novamente com João Capelo Osório Soares de Albergaria Teixeira de Castro.
- Maria Luisa Mascarenhas Ataíde, (n. 15 de Novembro de 1798, Condeixa-a-Velha - 23 de Agosto de 1898, Leiria) que casa com Joaquim Augusto Pereira da Silva Fonseca, da Casa de Alcobaça, Moço-Fidalgo, oficial do Exército. O seu neto Joaquim Augusto Mouzinho de Albuquerque, seria um dos heróis coloniais portugueses, responsável pela captura de Gungunhana.
- Ana Mascarenhas de Ataíde casada com o seu primo/irmão Luís da Silva Mouzinho de Albuquerque.[7] Também era Joaquim Augusto Mouzinho de Albuquerque, seu neto, vindo a ser um dos heróis coloniais portugueses, responsável pela captura de Gungunhana.[8]
- Manuel Mascarenhas de Ataíde, que sofria de um atraso cognitivo.
- João Mascarenhas de Ataíde, que viria a ser preso e executado por traição à pátria, por fazer parte da Legião Portuguesa que nas tropas de Masséna. Foi julgado a 22 de Dezembro de 1810 e executado a 11 de março de 1811.